# Batires
Batires (Batirytes, Batires Betresh) was een vroeg-dynastieke koningin aan het einde van de 1e dynastie van Egypte. Zij leefde mogelijk aan de zijde van koning (farao) Adjib die slechts een kort leven was beschoren.
Batires was de moeder van Semerchet. Zij wordt als dusdanig vernoemd op het Caïrofragment van de Pallermo steen.
Sommige onderzoekers zijn van mening dat zij ook een echtgenote van koning Den was. In dat geval zouden Den en Adjib halfbroers zijn geweest.
Batires is bekend van een stele in Abydos (Oemm el-Qaäb). De inscriptie met de persoonsnaam bevat een schaapshiëroglief dat "Ba" wordt gelezen, en de tekens "s" en "t" zijn zichtbaar. Voor zover dit grafmonument aan Batires toebehoort, is dit een deel van een Horus titel die zou hebben geluid Zij die Horus ziet, wat een gangbare koninginnentitel is voor de 1e dynastie en die van het Oude Rijk.
Flinders Petrie kan de eerste twee gliefen voor een deel van een titel hebben aanzien, en leest de naam als Tarset.
De vorige Egyptische koningin was mogelijk Merneith. Als opvolgster geldt Menka.

## Titels
Batires droeg voor zover bekend de koninginnentitel:
- ‘‘Zij die Horus ziet’‘ (m33t-hrw)